# Berlin-Kaulsdorf
Kaulsdorf ist ein Ortsteil im Bezirk Marzahn-Hellersdorf in Berlin. Gemeinsam mit Biesdorf und Mahlsdorf befindet sich hier Deutschlands größtes zusammenhängendes Gebiet mit Ein- und Zweifamilienhäusern.

## Geschichte
Der Ort entstand vor 1200 im Zuge der deutschen Ostsiedlung, allerdings nicht als Neugründung („aus wilder Wurzel“), sondern in Umstrukturierung einer slawischen Siedlung, wie der archäologische Befund von vergesellschafteten spätslawischen und frühdeutschen Scherben zeigt. Um 1250 folgte die Errichtung der Dorfkirche Kaulsdorf. Im Jahr 1347 wurde Kaulsdorf als Caulstorp in einer Schenkungsurkunde des Markgrafen Ludwig des Älteren an die Kalandsbrüder in Bernau erwähnt. Der Ortsname wurde erstmals jedoch bereits 1285 im Zusammenhang mit einem Bewohner genannt: Nicolao de Caulestorp. 1412 wurde der Ort ein Altargut der Petrikirche zu Kölln an der Spree, bis 1536 die Rechte der Petrikirche an die Domkirche in Berlin abgetreten wurden. 1539 wurde Kaulsdorf mit der Reformation Tochterkirche von Biesdorf.

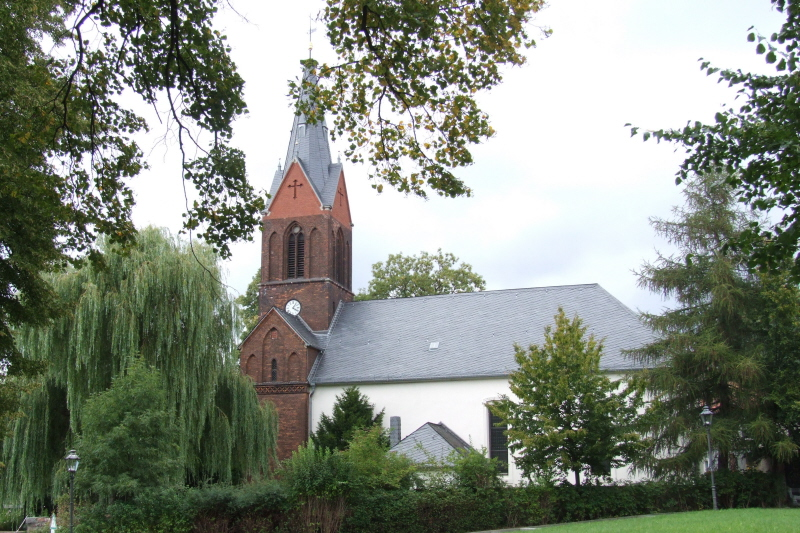
Dorfkirche Kaulsdorf

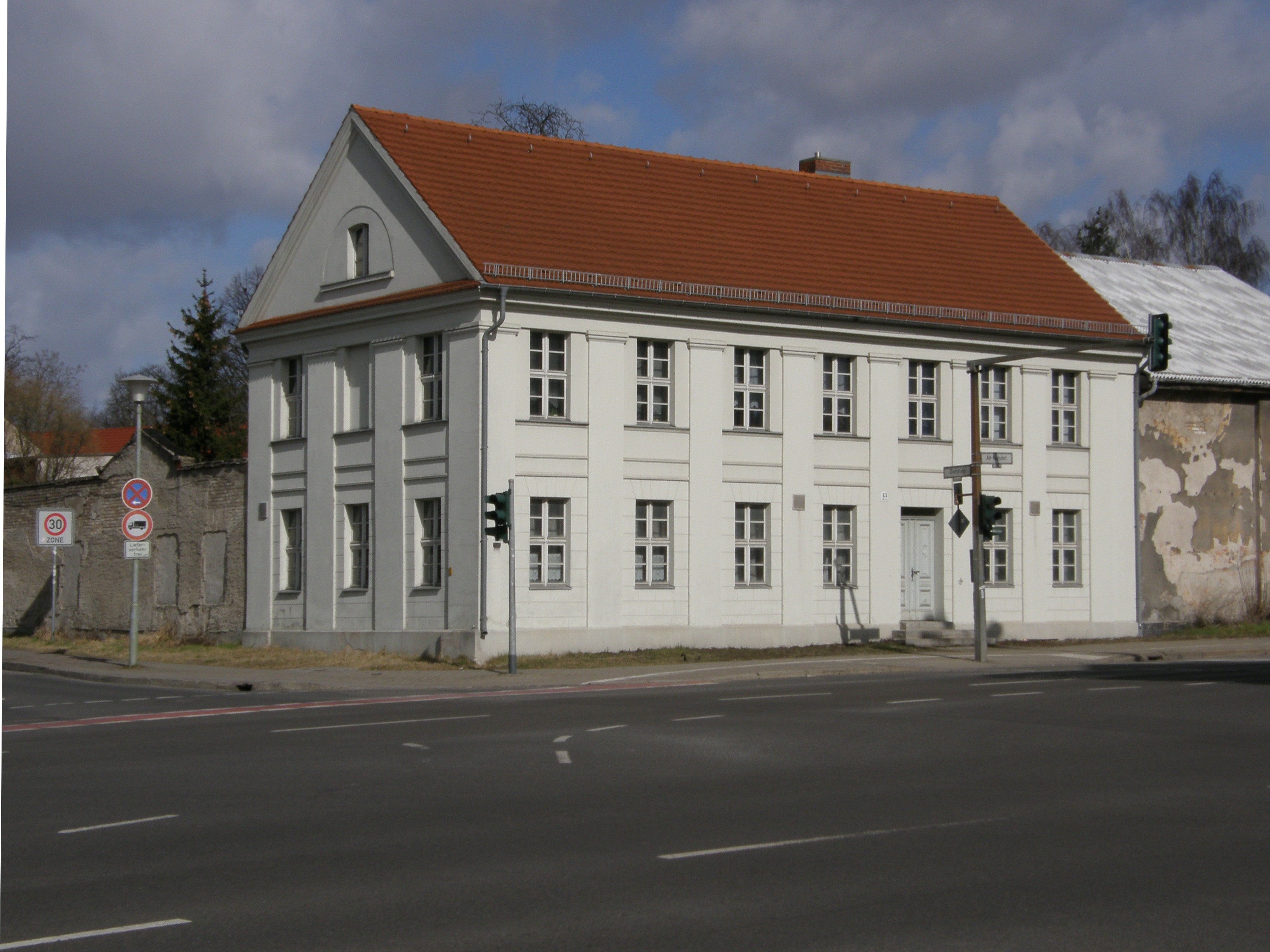
Ehemaliger Dorfkrug

Die ersten Wohnhäuser entstanden um die Kirche herum als ein typisches Angerdorf; ungewöhnlich ist allerdings seine Dreiecksform. Infolge des Dreißigjährigen Kriegs wurden 1638 alle Höfe im Dorf verwüstet. Sie blieben unbewohnt, bis 1652 in Kaulsdorf fast alle Bauern- und Kossätenhöfe wieder besetzt wurden. Franz Carl Achard, Mitglied der Königlich-Preußischen Akademie der Wissenschaften, erwarb 1782 das von Abgaben befreite Gut für Versuche des Rübenanbaus und der Zuckergewinnung.
Der Haltepunkt Kaulsdorf an der Preußischen Ostbahn wurde 1869 eröffnet. In Kaulsdorf, das zum damals neu gebildeten Amtsbezirk Biesdorf gehörte, fand erstmals 1874 eine Gemeindevertreterwahl statt. Die Eröffnung des Wasserwerks Kaulsdorf zur Trinkwasserversorgung der Einwohner erfolgte im Jahr 1916. Bis 1920 gehörte der Ort zum Kreis Niederbarnim, dann wurde Kaulsdorf nach Groß-Berlin eingemeindet und Teil des Bezirks Lichtenberg. Im März 1920 wurde Kaulsdorf an das Elektroenergienetz angeschlossen. Zwischen 1942 und 1945 entstand ein Hilfslazarett (später: Krankenhaus Kaulsdorf, 1997 bis 2015: Vivantes Klinikum Hellersdorf (Standort Myslowitzer Straße), danach Vivantes Klinikum Kaulsdorf).
Aus dem Stadtbezirk Lichtenberg wurde Kaulsdorf 1979 in den damals neuentstandenen Ost-Berliner Stadtbezirk Marzahn ausgegliedert. Als dieser 1986 geteilt wurde, kam Kaulsdorf zum neu geschaffenen Stadtbezirk Hellersdorf (bestehend aus den Ortsteilen Hellersdorf, Kaulsdorf und Mahlsdorf). Der Ortsteil wurde 2001 durch die Fusion der Bezirke Marzahn und Hellersdorf Teil des neu gebildeten Bezirks Marzahn-Hellersdorf.
Kaulsdorf teilt sich in die LOR-Planungsräume Kaulsdorf-Nord (nördlich der Trasse der Preußischen Ostbahn), Alt-Kaulsdorf (zwischen Bahntrasse und der Straße Alt-Kaulsdorf) und Kaulsdorf-Süd (südlich der Straße Alt-Kaulsdorf).

## Bevölkerung
Im Jahr 1895 wohnten in Kaulsdorf 759 Personen, deren Zahl sich durch die Ansiedlung weiterer Familien vor allem entlang der Bahnlinie bis 1920 auf rund 4.000 erhöht hatte. Der starke Zuwachs seit Anfang der 1990er Jahre resultiert aus der Neuerrichtung von Eigenheimen, der Sanierung von alten Bauerngehöften und auch aus den neu entstandenen Siedlungsgebieten um die Hugo-Distler-Straße nördlich von Alt-Kaulsdorf, die Steffenshagener Straße oder die Kaulsdorfer Gärten an der Heerstraße.
| Jahr | Einwohner |
| ---- | --------- |
| 1858 | 00.380    |
| 1871 | 00.528    |
| 1895 | 00.759    |
| 1919 | 0.3.375   |
| 1939 | 13.296    |
| 1946 | 14.227    |
| 1950 | 14.358    |
| 1963 | 11.677    |
| 1991 | 09.008    |
| 1995 | 13.089    |
| 2000 | 17.538    |

| Jahr | Einwohner |
| ---- | --------- |
| 2007 | 18.879    |
| 2010 | 18.675    |
| 2015 | 18.794    |
| 2020 | 19.408    |
| 2021 | 19.356    |
| 2022 | 19.640    |
| 2023 | 19.839    |
| 2024 | 19.683    |

Quelle 1939–1963: Statistisches Jahrbuch der DDR 1964, S. 8

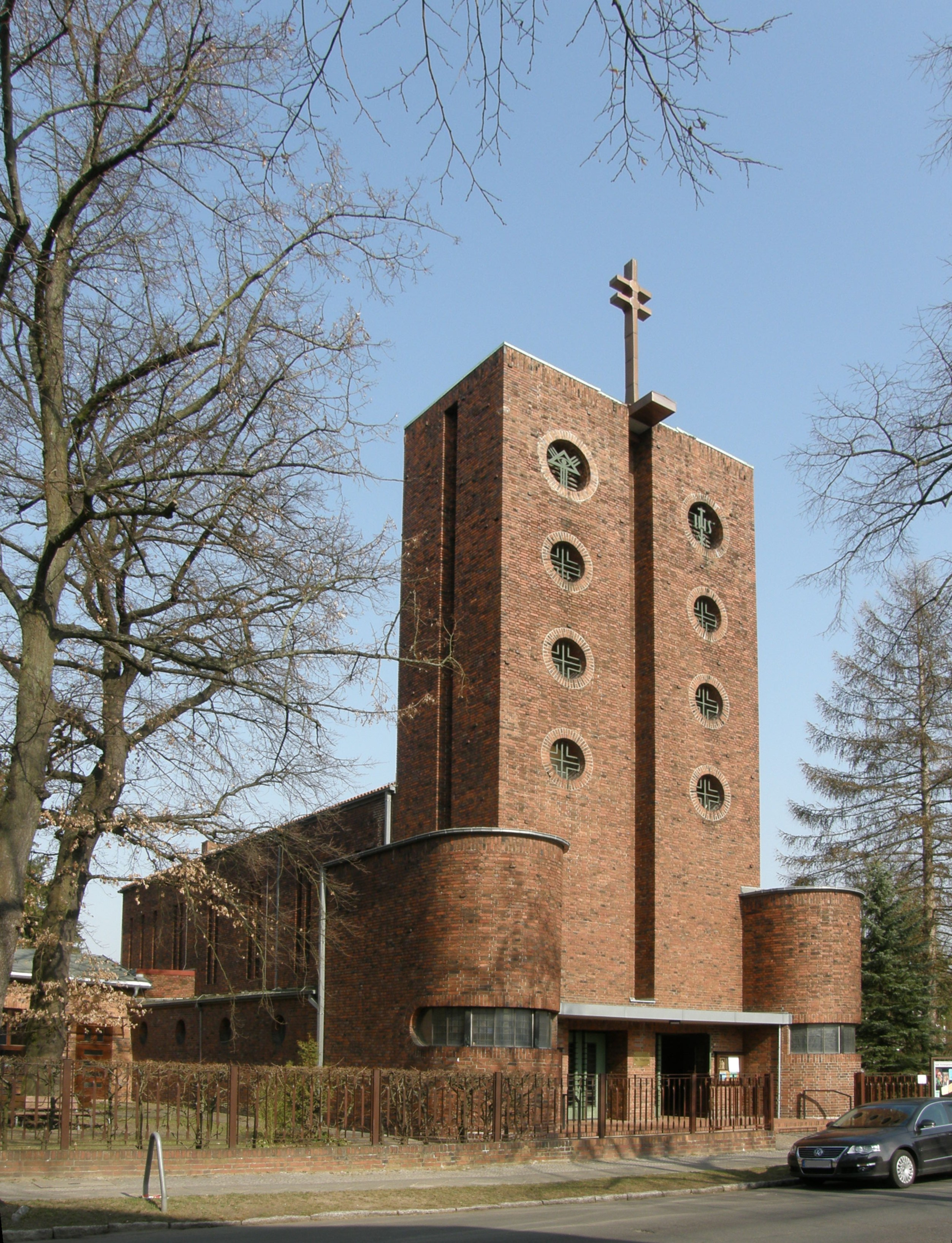
Katholische Kirche St. Martin

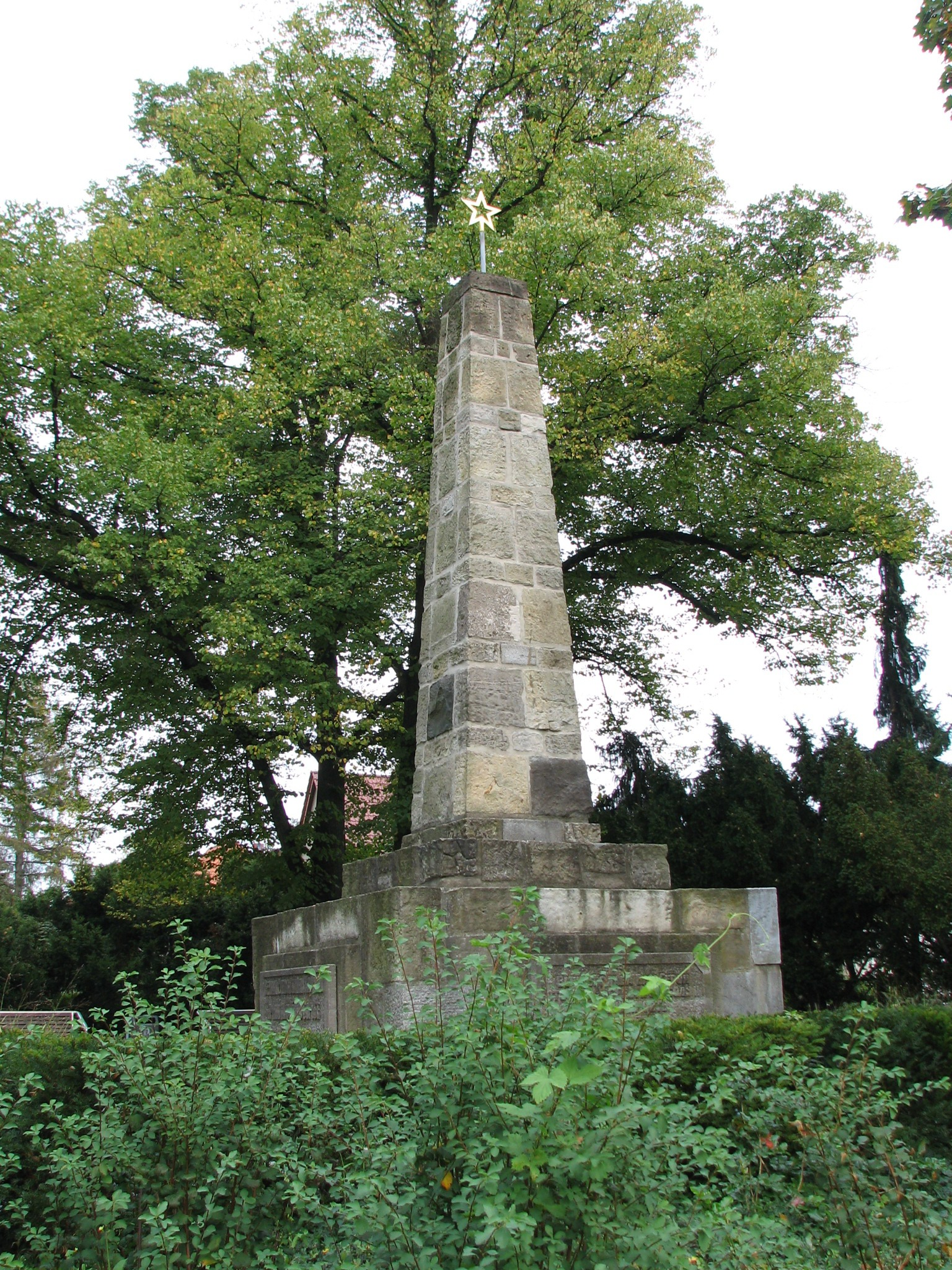
Sowjetisches Ehrenmal

Quelle ab 2007: Statistischer Bericht A I 5. Einwohnerregisterstatistik Berlin. Bestand – Grunddaten. 31. Dezember. Amt für Statistik Berlin-Brandenburg (jeweilige Jahre)

## Sehenswürdigkeiten und Kultur

### Bauten
- Evangelische Dorfkirche, Dorfstraße
- Katholische Kirche St. Martin, Giesestraße
- Johannische Kirche, Dorfstraße
- Neuapostolische Kirche, Alt-Kaulsdorf
- Ehemaliges Gutshaus, Brodauer Straße
- Gemeindefriedhof mit neuklassizistischer Friedhofskapelle, 1911 angelegt, Dorfstraße

### Denkmale
- Zwangsarbeitslager an der Kaulsdorfer Straße 90, das sich hier zur Zeit des Nationalsozialismus befand. Zum Gedenken wurden am Ufer der Wuhle Ausstellungstafeln aufgestellt[8]
- Sowjetisches Ehrenmal an der Kreuzung Brodauer / Ecke Waplitzer Straße zu Ehren der bei der Einnahme Berlins gefallenen sowjetischen Soldaten. Es trägt Inschriften in russischer Sprache[9]

Inschrift links
Ewiger Ruhm euch Helden (Bogatyri) des russischen Volkes, die ihr die Ehre, Freiheit und Unabhängigkeit unserer Heimat verteidigt habt
Inschrift rechts
Ewiger Ruhm den Kämpfern der Roten Armee, die im Kampf um die Einnahme Berlins gefallen sind
Inschrift hinten
Ewiger Ruhm euch Helden, die ihr die Ehre, Freiheit und Unabhängigkeit unserer Heimat verteidigt habt

### Natur

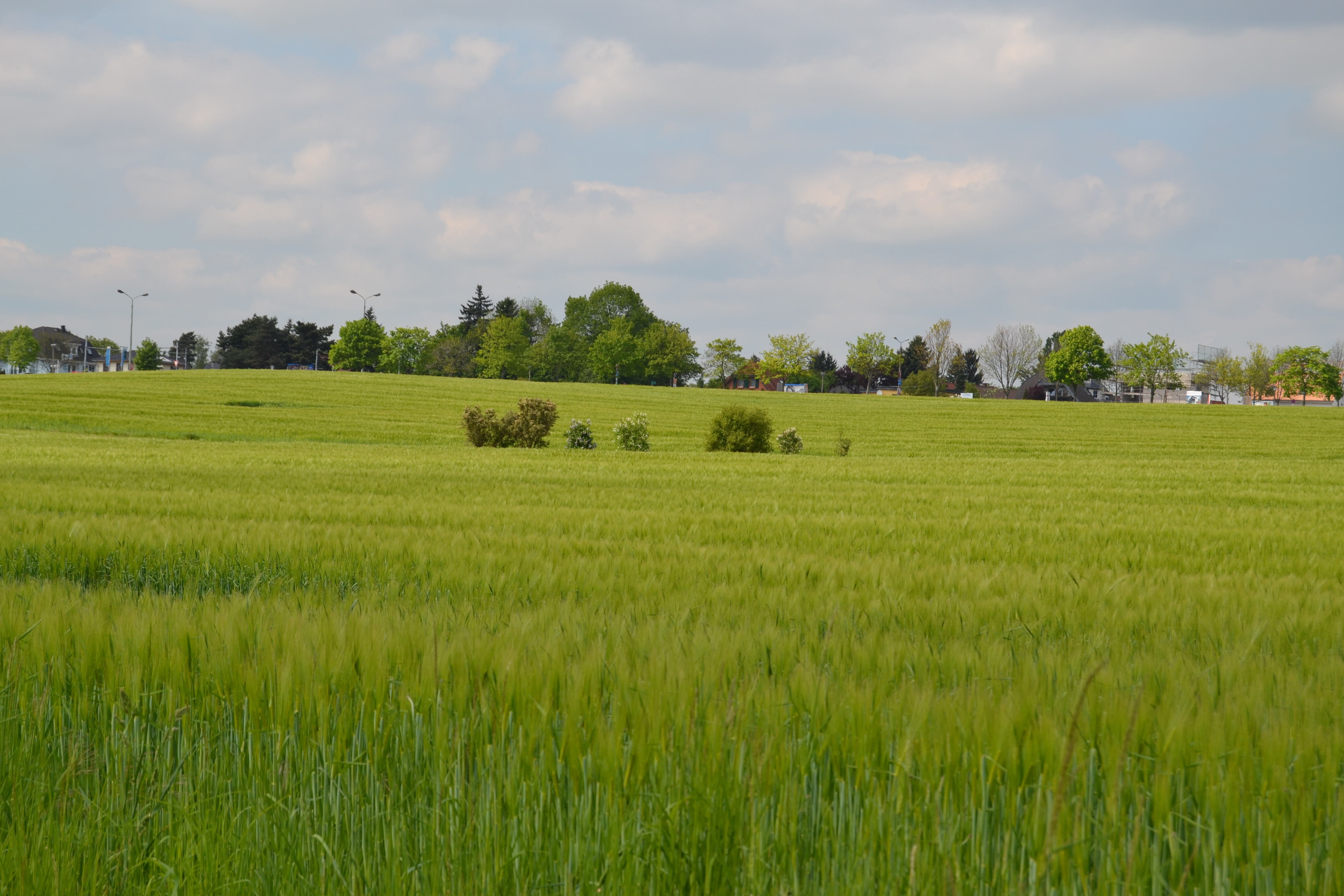
Landschaftsschutzgebiet Berliner Balkon

- Landschaftsschutzgebiet Berliner Balkon (südlich der Straße Alt-Kaulsdorf an der Grenze zu Mahlsdorf), einzige großflächig unbebaute Stelle im Berliner Raum, an der der Höhenunterschied der Barnimhochebene zum Berliner Urstromtal deutlich wird
- Kaulsdorfer Seen (Butzer See und Habermannsee)
- Krepppfuhl (Heinrich-Grüber- / Ingolstädter / Uslarer Straße)
- Wuhle, bildet die Ortsteilgrenze zu Biesdorf
- Kaulsdorfer Busch (nördlich der Eschenstraße, Einzugsgebiet des Wasserwerks Kaulsdorf)
- Dammheide, Waldgebiet an der Grenze zum Ortsteil Köpenick
- Alte Eiche, Ulmenstraße, 1996 gefällt

### Kultur
Kinos oder Theatereinrichtungen gibt es im Ortsteil nicht. Größere Veranstaltungen können dagegen im Veranstaltungs- und Tagungshotel Am Niederfeld stattfinden.

## Wirtschaft und Infrastruktur

### Wirtschaft
Das Wasserwerk Kaulsdorf in der Mieltschiner Straße, 1916 in Betrieb genommen, versorgt rund 160.000 Berliner Haushalte mit Trinkwasser.
In Kaulsdorf hat sich 1932 die Firma Schilkin KG an der Straße Alt-Kaulsdorf angesiedelt und produziert seitdem Spirituosen für den deutschen Markt und für den Export. Bis 1990 gab es südlich der Straße Alt-Kaulsdorf auf dem Grundstück Nr. 64 eine Gewerbeansiedlung einschließlich einer traditionsreichen Gärtnerei. Hier befindet sich heute ein Einkaufszentrum.
Die Gebäude des ehemaligen Wachkommandos Missionsschutz, das in der DDR für die Bewachung der diplomatischen Vertretungen in Ost-Berlin verantwortlich war, an der Hönower Straße (jetzt: Heinrich-Grüber-Straße) / Ecke Hellersdorfer Straße werden vom Polizeiabschnitt 33 der Berliner Polizei genutzt.

### Bildung
In Kaulsdorf gibt es die im Jahr 1911 eingeweihte Dorfschule in der Adolfstraße (jetzt: Franz-Carl-Achard-Grundschule), die Ulmen-Grundschule in der Ulmenstraße und die BEST-Sabel-Grundschule in der Wernerstraße.

### Gesundheit
Das Vivantes Klinikum Kaulsdorf verfügt über acht medizinische Fachabteilungen und 465 Betten. 121 Ärzte und 303 Pflegekräfte sind hier tätig. Jährlich werden etwa 42.000 Patienten behandelt, davon 16.000 stationär und 26.000 ambulant (Stand: 2022).

### Sport
In Kaulsdorf-Süd entstand 1926 an der Lassaner Straße die Freisportanlage der SG Stern Kaulsdorf, die bis heute weiter genutzt wird.
1903 wurde an der Wernerstraße das Wernerbad als Freibadeanstalt eröffnet. In den späten 1950er Jahren wurde es im Rahmen des NAW wieder benutzbar gemacht und am 15. August 1959 eröffnet. Es musste jedoch 2002 wegen gravierender baulicher Mängel geschlossen werden. Die Zukunft des Grundstücks ist unklar.

## Verkehr

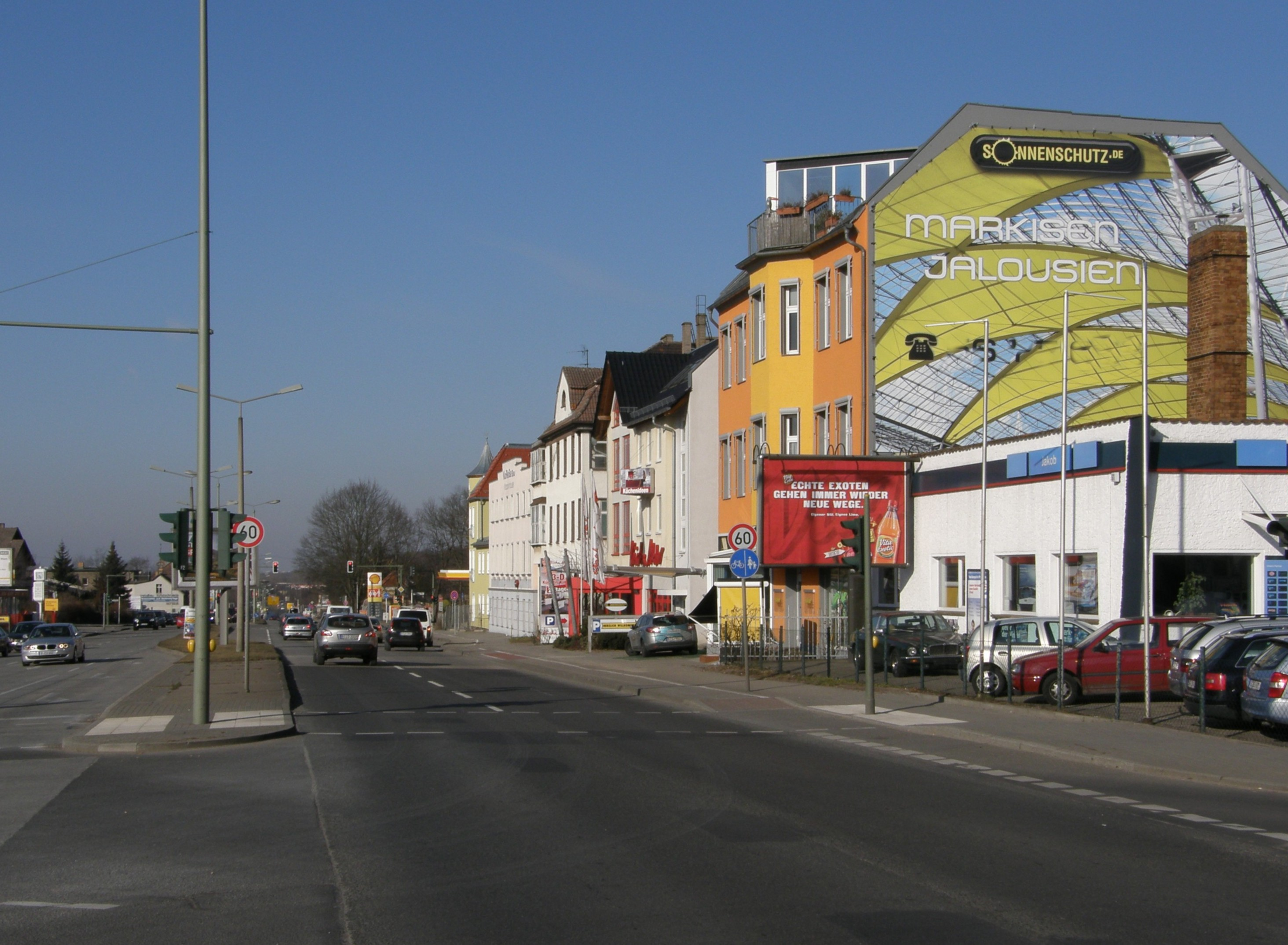
Straße Alt-Kaulsdorf

Die Straße Alt-Kaulsdorf (gemeinsam geführte Trasse der Bundesstraßen B 1 / B 5) durchquert den Ortsteil in West-Ost-Richtung. In Nord-Süd-Richtung wird Kaulsdorf-Süd durch die Chemnitzer Straße erschlossen.
Der S-Bahnhof Kaulsdorf liegt an der Bahnstrecke Berlin–Kostrzyn (Preußische Ostbahn) und wird von der S-Bahn-Linie S5 (Westkreuz–Strausberg Nord) bedient.
Der U-Bahnhof Kaulsdorf-Nord an der U-Bahn-Linie U5 (Hauptbahnhof–Hönow) liegt im benachbarten Ortsteil Hellersdorf.
Mehrere Buslinien erschließen den Ortsteil.

## Persönlichkeiten des Ortsteils

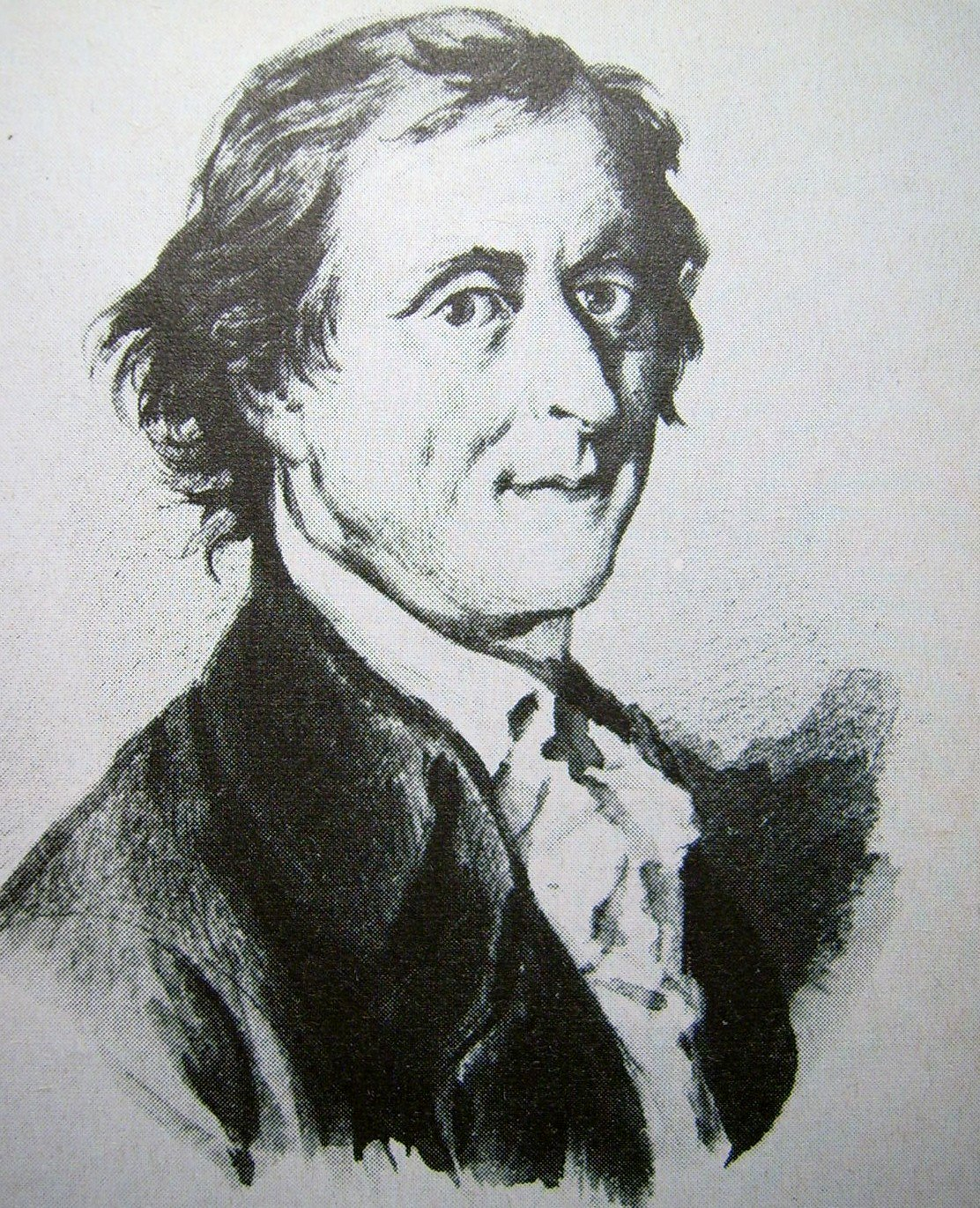
Franz Carl Achard

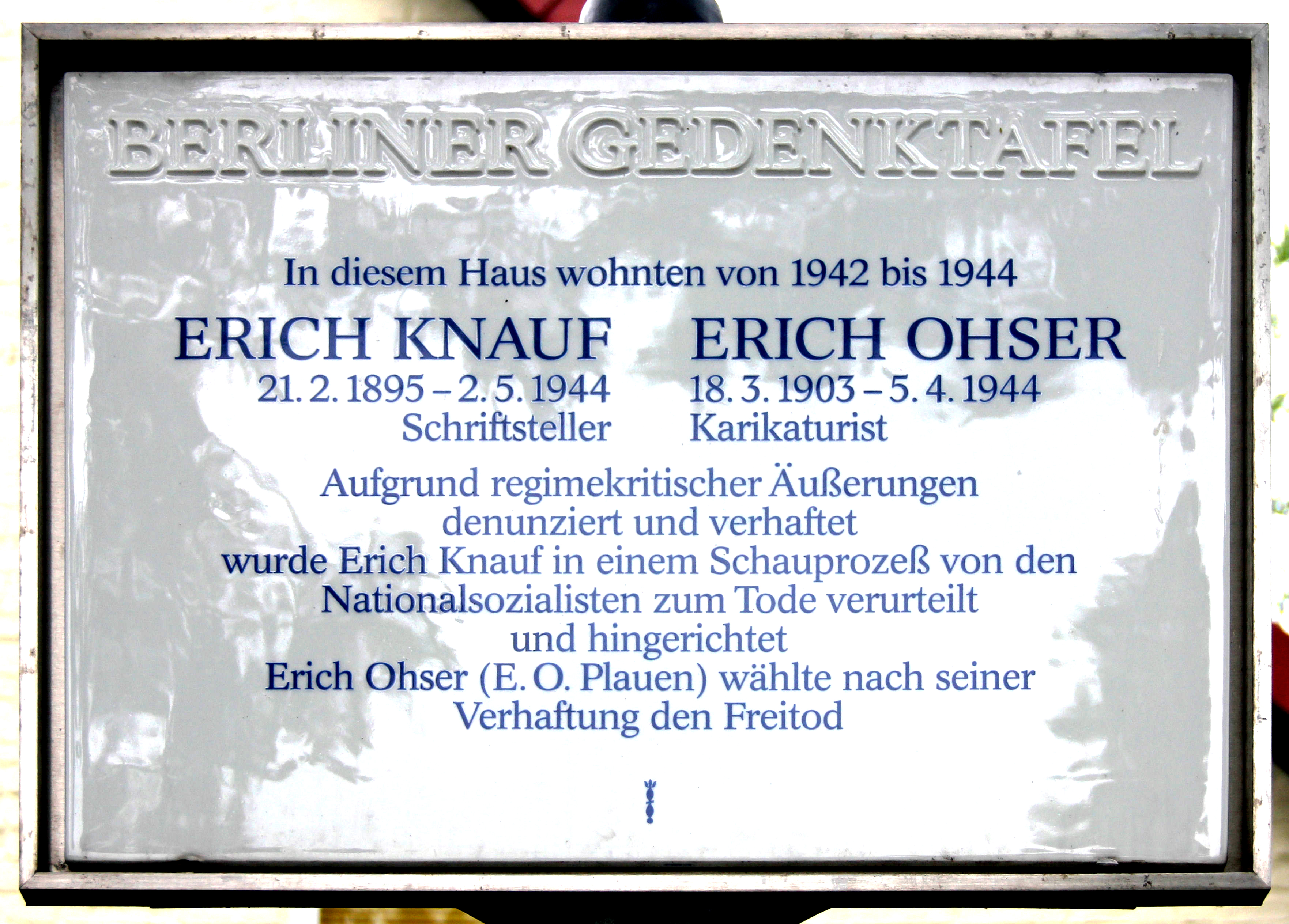
Gedenktafel Am Feldberg 3

- Franz Carl Achard (1753–1821), entwickelte in Kaulsdorf die Technik zur Herstellung von Zucker aus Zuckerrüben
- Ernst Edler von der Planitz (1857–1935), Schriftsteller, lebte in der Planitzstraße 50[16]
- Ludwig Renn (1889–1979), Schriftsteller, lebte von 1952 bis zu seinem Tod Am Kornfeld 78
- Heinrich Grüber (1891–1975), evangelischer Pfarrer in Kaulsdorf, Mitglied der Bekennenden Kirche
- Erich Knauf (1895–1944), Journalist und Liedtexter, lebte Am Feldberg 3
- Ludwig Turek (1898–1975), Schriftsteller, lebte in der Waldenburger Straße 59[17]
- Erich Ohser, (1903–1944, Pseudonym: e.o.plauen), Zeichner, lebte Am Feldberg 3
- Frieda Müller (1907–nach 1963), Politikerin (DBD), lebte in Kaulsdorf
- Willi Tietze (1910–1944), Widerstandskämpfer gegen den Nationalsozialismus, lebte in der Lehnestraße 20
- Sergei Schilkin (1915–2007), Unternehmer in Kaulsdorf
- Willy Moese (1927–2007), Zeichner, lebte lange Jahre in Kaulsdorf[18]
- Michael Degen (1932–2022), Schauspieler, überlebte den Holocaust in einem Versteck in Kaulsdorf
- Lothar Voigtländer (* 1943), Komponist, lebt seit 1973 in Kaulsdorf[19]
- Barbara Kellerbauer (* 1943), Chansonsängerin, lebt in Kaulsdorf
- Wolfgang Lippert (* 1952), Sänger und Moderator, in Kaulsdorf geboren
- Karin Büttner-Janz (* 1952), langjährige Chefärztin der Orthopädie am Vivantes Klinikum Kaulsdorf, Olympiasiegerin im Turnen 1972
- Stefan Komoß (* 1964), Politiker (SPD), lebt in Kaulsdorf
- Tim Bendzko (* 1985), Singer-Songwriter, in Kaulsdorf geboren
- Steven Skrzybski (* 1992), Fußballspieler, begann seine Karriere bei der SG Stern Kaulsdorf